# Сук-эль-Хад
Сук-эль-Хад (араб. سوق الأحد‎, фр. Souk El Had) — коммуна на севере Алжира, на территории вилайета Бумердес, округа Тения.

## Географическое положение
Коммуна находится в северной части вилайета, на высоте 69 метров над уровнем моря.
Коммуна расположена на расстоянии приблизительно 55 километров к востоку от столицы страны Алжира и в 21 километре к юго-востоку от административного центра вилайета Бумердеса.

## Демография
По состоянию на 2008 год население составляло 6 181 человек.
Динамика численности населения коммуны по годам:
| 1977  | 1987  | 1998  | 2008  |
| ----- | ----- | ----- | ----- |
| 2 292 | 3 405 | 4 860 | 6 181 |